# Siegendorf
Siegendorf (in croato Cindrof, in ungherese: Cinfalva) è un comune austriaco di 2 951 abitanti nel distretto di Eisenstadt-Umgebung, in Burgenland; ha lo status di comune mercato (Marktgemeinde). Abitato anche da croati del Burgenland, è un comune bilingue. Il 1º gennaio 1971 fu aggregata a Siegendorf la località di Zagersdorf, fino ad allora frazione di Klingenbach; nel 1992 Zagersdorf è divenuto un comune autonomo.